# Рубановская сельская община
Рубановская сельская община (укр. Рубанівська сільська громада) — территориальная община в Каховском районе Херсонской области Украины. В состав общины входит 5 сёл. Население составляет 3923 человека, площадь общины 368,7 км².

## Населённые пункты
В состав общины входят сёла Весёлое, Демидовка, Запорожье, Николаевка и Рубановка.

## История общины
Создана в ходе административно-территориальной реформы в 2020 году, согласно распоряжению Кабинета Министров Украины № 726-р от 12 июня 2020 «Об определении административных центров и утверждении территорий территориальных общин Херсонской области», путем объединения территорий и населенных пунктов Демидовского, Николаевского и Рубановского сельских советов Великолепетского района Херсонской области.
С марта 2022 года община находится под российской оккупацией в ходе вторжения России в Украину.